# Würzburger Straße 10 (Dettelbach)

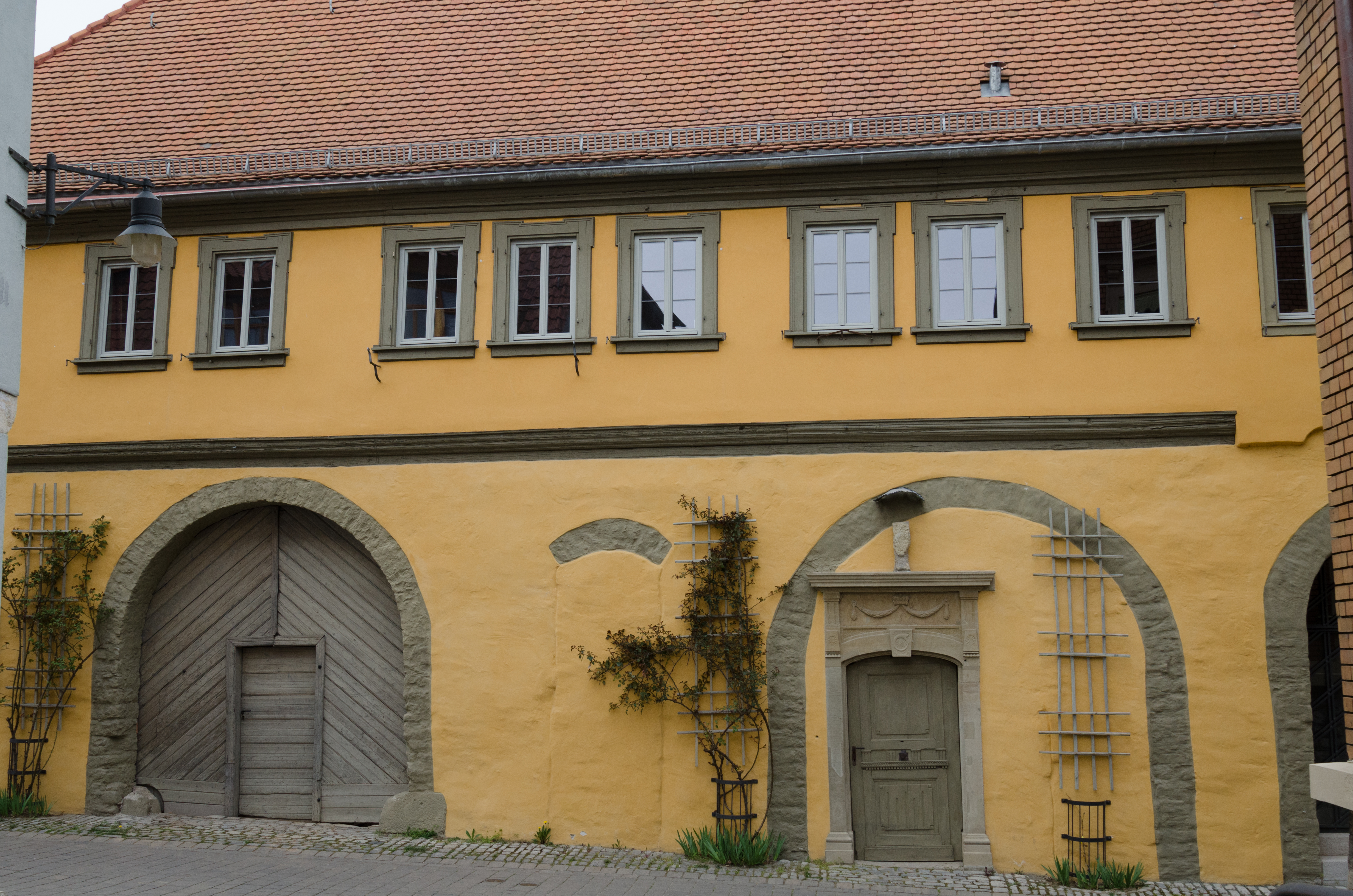
Ehemalige Alte Posthalterei

Das Haus Würzburger Straße 10 in Dettelbach, einer Stadt im unterfränkischen Landkreis Kitzingen in Bayern, wurde 1616 errichtet. Die ehemalige Alte Posthalterei ist ein geschütztes Baudenkmal.

## Beschreibung
Der zweigeschossige Traufseithof mit verputztem Fachwerkobergeschoss wird von einem Walmdach bedeckt. Das Erdgeschoss wurde für die Nutzung als Poststation als hofseitig offene Halle errichtet. Die Räume besitzen noch ihre Stuckdecken.
Ruth Habberger-Hermann und Fritz Hermann erhielten im Jahr 2011 die Denkmalschutzmedaille des Freistaates Bayern für die vorbildliche Renovierung des Baudenkmals.